# منتخب بنما لكرة القاعدة
منتخب بنما الوطني لكرة القاعدة هو الفريق الذي يمثل بنما في المنافسات الدولية لرياضة كرة القاعدة يعتبر من أقوى منتخبات أمريكا الوسطى في هذه الرياضة ويحتل حالياً المركز الثالث عشر في التصنيف العالمي لمنتخبات كرة القاعدة الوطنية  ويقوم إتحاد بنما لكرة القاعدة بإدارة شؤونه.